# Berlin-Rudow

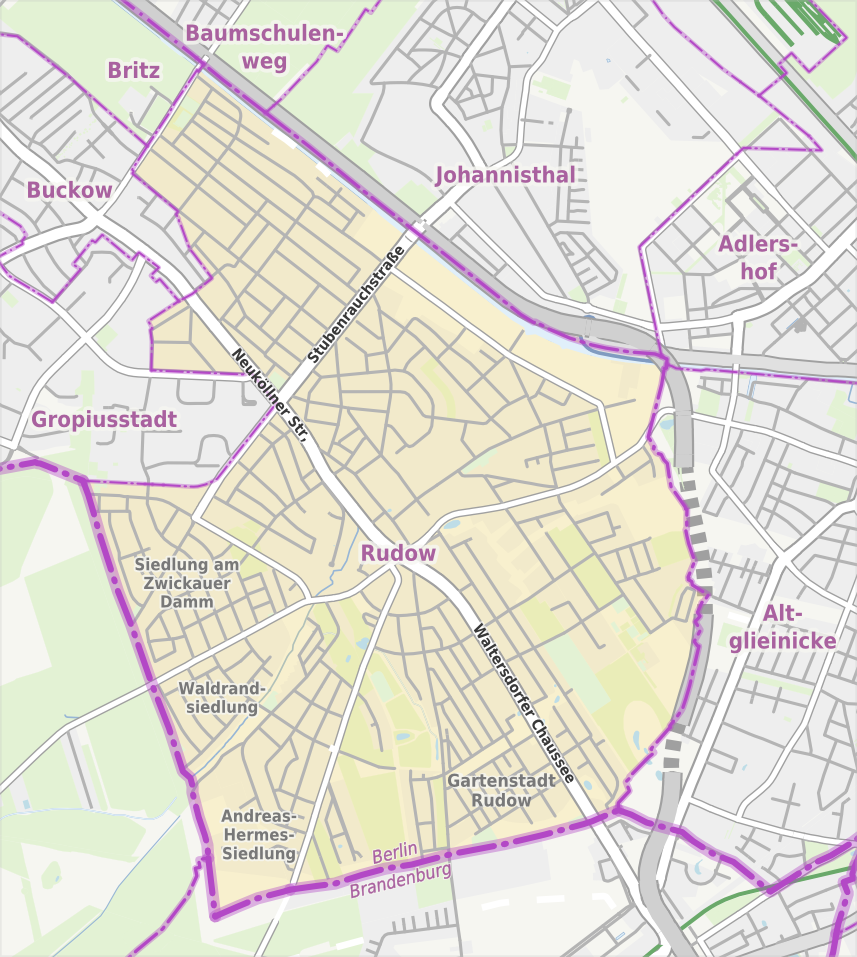
Karte Berlin-Rudow

Rudow [ˈʁuːdoː] ist ein Berliner Ortsteil des Bezirks Neukölln.

## Lage
Rudow ist der südlichste Ortsteil des Bezirks Neukölln. Er grenzt im Norden an die Ortsteile Britz und Baumschulenweg, im Westen an Buckow und Gropiusstadt, im Osten an Johannisthal, Adlershof und Altglienicke sowie im Süden an die in Brandenburg liegenden Orte Schönefeld, Waßmannsdorf und Großziethen.

## Naturraum
Der Dorfkern von Rudow liegt auf der Grundmoränenplatte des Teltow an deren Rand, d. h. nahe dem wenige hundert Meter nordöstlich anschließenden Übergang zum Spree-Urstromtal. Von Südwest nach Nordost durchzieht in einer eiszeitlich entstandenen Rinne das Rudower Fließ die Gemarkung des Dorfes. An die Ränder dieser Rinnen schließen sich teilweise Flächen mit Schmelzwassersanden ab, die sich mit ihrem grobkörnigeren Substrat von den eher lehmigen Grundmoränenflächen unterscheiden.
Die Grenze zu den Talsandflächen bzw. den See- und Moorablagerungen des Urstromtals mit organischen Anteilen im Boden und in der Regel höherem Grundwasserstand verläuft ungefähr entlang der Kornradenstraße – Margueritenring – Köpenicker Straße.

## Geschichte
Urkundlich wird der Ort erstmals im Jahr 1373 genannt. Grabungsfunde aus der Zeit um oder gar vor 1200 weisen auf eine spätslawische Vorbesiedlung hin, so dass Ortskontinuität vorliegt. Das ungewöhnliche Straßendorf verfügte über zwei Parallelstraßen, die auf zwei Siedlungskerne hindeuten (heute: Alt-Rudow und Prierosser Straße). Das brandenburgische Namenbuch leitet den Namen von einer polabischen Grundform Rudov, zu urslawisch Ruda (= ‚rote Erde‘ oder ‚Eisenstein‘) ab. Letztere Grundform wurde mit der Endung ‚-ov‘ zum Toponym.
Die Besitzverhältnisse waren sehr zersplittert, die Besitzgeschichte sehr kompliziert. 1375 hatte das Dorf 64 Hufen, davon hatte der Pfarrer vier Freihufen und die Kirche eine Freihufe. Nach einem Lehensbrief von Markgraf Otto V. hatte der Ritter Beteke Dierecke 14 freie Hufen (davon waren drei Hufen verpachtet), Gyse Dierecke hatte sieben Freihufen, Heinrich Schenck zehn Freihufen, Claus Duseke acht Hufen, von denen er Abgaben entrichten musste, Bürger Schaum in Kölln hatte zwölf Freihufen, Cüne Dyben fünf Freihufen (von drei Hufen waren Abgaben an Frau Duseke zu entrichten) und drei bäuerliche Hufen. Außerdem gab es 16 Kossätenhöfe, einen Krug und eine Mühle. Die Wagendienste (zur Burg Mittenwalde), das Ober- und Untergericht und das Patronat über die Kirche waren 1375 noch im Besitz des Markgrafen, allerdings verpfändet an einen Blumenhagen. Im Jahr 1613 kam Rudow in den Besitz des Adelsgeschlechts von Pfuel, 1652 wechselte die Dorfherrschaft an das kurfürstliche Amt Köpenick. 1671 ging ein Teil, das Gutsvorwerk, an den kurfürstlichen Berater Sigismund von Heydekamp, bevor König Friedrich I. 1702 Rudow wieder erwarb und in das Amt Köpenick eingliederte. Nach der Auflösung des Amtes Köpenick gehörte Rudow von 1811 bis 1872 zum Amt Mühlenhof.
Vermutlich auf die Söhne des Großen Kurfürsten geht ein um 1680 errichtetes Jagdschloss zurück, das 1704 als eines der vornehmsten Lusthäuser des Königs bezeichnet wurde (Schloss Rudow). Geringe Reste des Komplexes sind im Haus Nr. 48 an der Prierosser Straße noch erhalten, allerdings durch eingreifende Veränderungen außer den Kaminabzügen auf dem barock gewölbten Dach kaum noch zu erkennen. Mittelpunkt des Dorfes blieb die Dorfkirche, ein aus Feldsteinen ausgeführter rechteckiger Saalbau aus der zweiten Hälfte des 13. Jahrhunderts, der allerdings mehrfach – zuletzt 1909 – einschneidend verändert wurde und nach schweren Kriegszerstörungen 1954 seine heutige Form erhielt. Aus der Zeit um 1800 hat sich der charakteristische Dorfkrug Alt-Rudow 59–61 erhalten, während die wohlhabend gewordenen Bauern sich meist im letzten Drittel des 19. Jahrhunderts aufwendige Wohnhausbauten errichten ließen. Ein anschauliches Beispiel hierfür liegt in der Köpenicker Straße 180.
Im Jahr 1900 wurde der Bahnhof Rudow an der Neukölln-Mittenwalder Eisenbahn eröffnet, dessen Bahnhofsgebäude noch erhalten ist. Der Gutsbezirk Rudow wurde am 1. Januar 1906 in die Landgemeinde eingegliedert. Am 1. Oktober 1913 erhielt die Gemeinde Anschluss an das Berliner Straßenbahnnetz. Die Bedienung erfolgte durch die von Niederschönhausen kommende Linie 47 der Großen Berliner Straßenbahn, Eigentümer der Strecke war die Südliche Berliner Vorortbahn.
Rudow gehörte bis 1920 zum Kreis Teltow in der preußischen Provinz Brandenburg. Auch über die in diesem Jahr erfolgte Eingemeindung nach Groß-Berlin hinaus konnte Rudow seinen ländlichen Charakter im Wesentlichen bewahren.
Rudow kam 1945 wie der gesamte Bezirk Neukölln zum Amerikanischen Sektor Berlins. Die Abschnürung West-Berlins durch die DDR verstärkte die verkehrsungünstige Randlage. Der Bahnhof war seit 1948 Endbahnhof, der Personenverkehr wurde 1955 eingestellt, die Straßenbahn 1966. Der Anschluss an die U-Bahn erfolgte erst mit dem Bau der Gropiusstadt, der U-Bahnhof Rudow als Endbahnhof der heutigen Linie U7 wurde 1972 eröffnet.
Seit dem Mauerfall ist Rudow durch die Nähe zum Flughafen Schönefeld und den Anschluss an den Autobahnzubringer der A 113 zum Berliner Ring bei Altglienicke – insbesondere im damaligen Verlauf der Bundesstraße 179 über die Neuköllner Straße und Waltersdorfer Chaussee – erheblich vom Durchgangsverkehr belastet. Zudem sind die Rudower Felder als Stadterweiterungsgebiete für den Neubau von 1700 bis 2000 Wohnungen vorgesehen. Zum Zeitpunkt der letzten West-Berliner Volkszählung 1987 hatte Rudow rund 48.000 Einwohner.
Früher gehörte auch die Gropiusstadt teilweise zu Rudow; seit dem 5. November 2001 ist sie als eigener Ortsteil ausgegliedert.
An der Grenze zu Treptow im Osten liegen am Teltowkanal einige Industrieanlagen wie ein Holzheizkraftwerk der Innogy, das große Teile der Gropiusstadt mit Heizwärme und Warmwasser versorgt.
Am nachstehenden Beispiel der Kloster-Apotheke in Alt-Rudow sind die Veränderungen des Stadtbildes nachzuvollziehen.

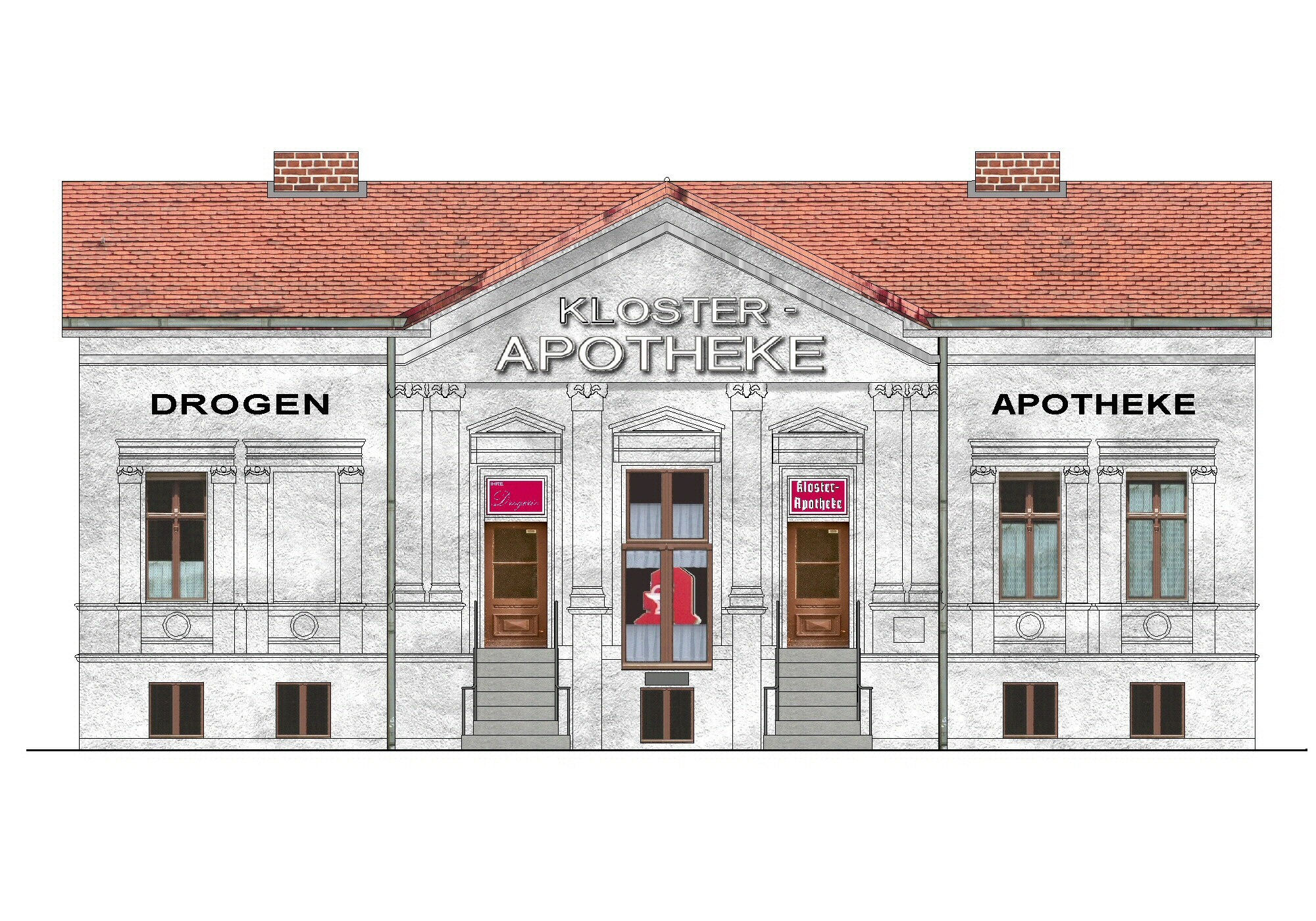
Um 1950
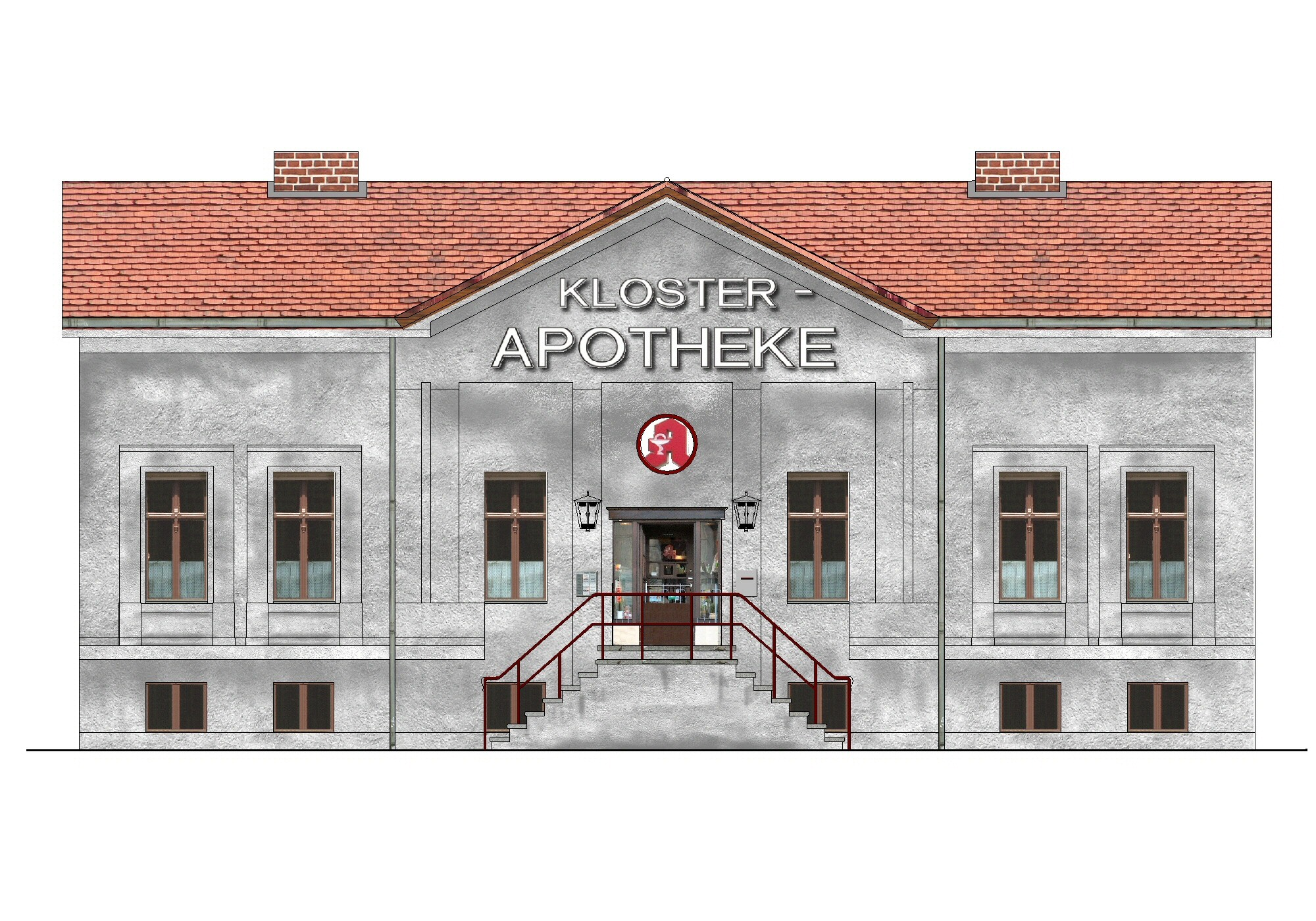
Um 1956
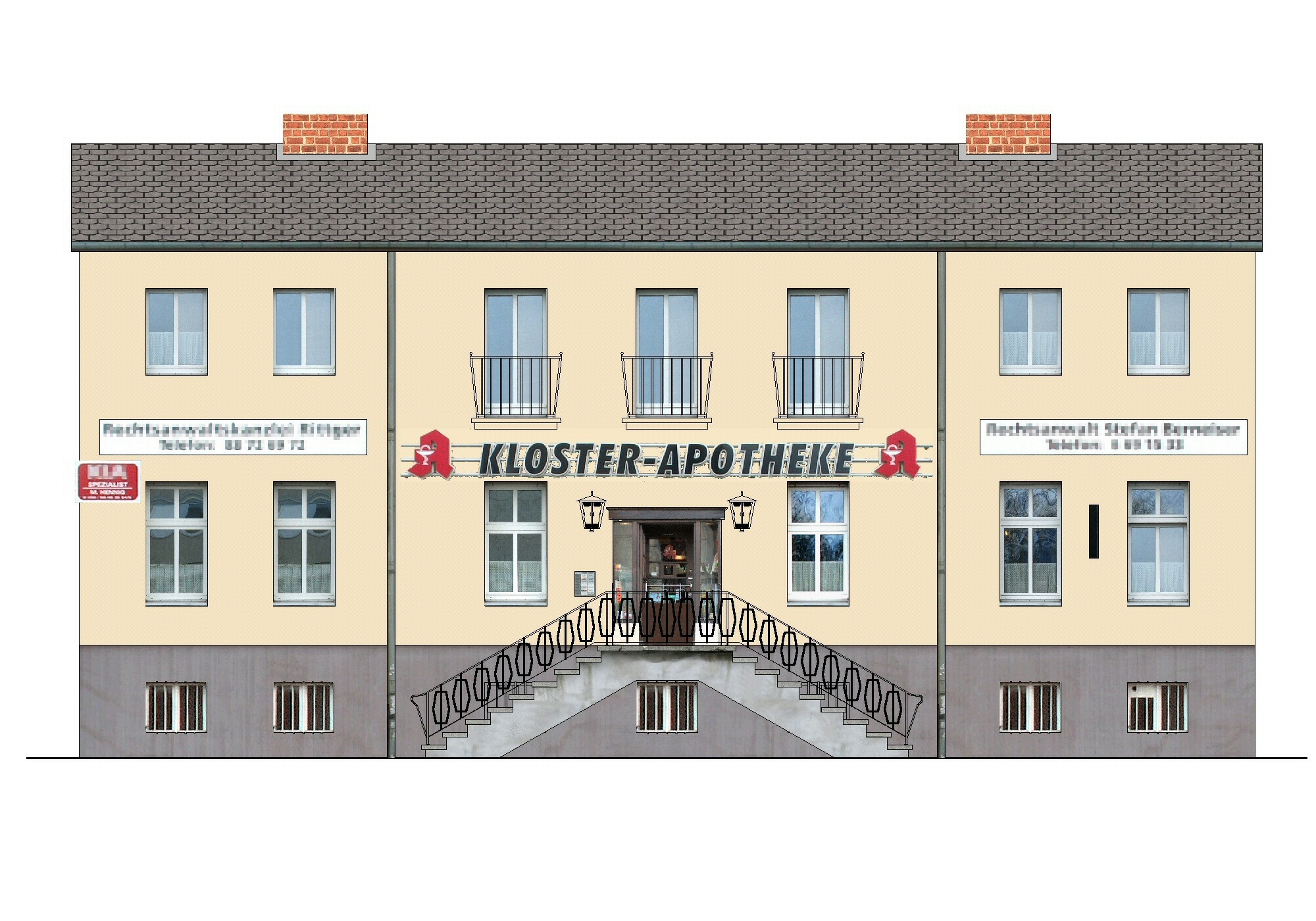
2007

## Bevölkerung
Gemeinde und Gutsbezirk Rudow
| Jahr | Gemeinde | Gutsbezirk | 00gesamt00 |
| ---- | -------- | ---------- | ---------- |
| 1858 | 0.515    | 091        | 0.606      |
| 1871 | 0.648    | 100        | 0.648      |
| 1885 | 0.844    | 102        | 0.946      |
| 1895 | 1.185    | 089        | 1.274      |

Gemeinde bzw. Ortsteil Rudow
| Jahr | Einwohner |
| ---- | --------- |
| 1910 | 001.502   |
| 1919 | 001.447   |
| 1925 | 002.022   |
| 1930 | 04.5870.  |
| 1938 | 15.0680.  |
| 1946 | 16.6340.  |

| Jahr | Einwohner |
| ---- | --------- |
| 1950 | 18.030    |
| 1960 | 18.359    |
| 1970 | 38.004    |
| 1987 | 47.853    |
| 2000 | 54.349    |

| Jahr | Einwohner |
| ---- | --------- |
| 2007 | 41.032    |
| 2010 | 40.828    |
| 2015 | 41.892    |
| 2020 | 42.631    |

| Jahr | Einwohner |
| ---- | --------- |
| 2021 | 42.443    |
| 2022 | 42.898    |
| 2023 | 42.826    |
| 2024 | 42.818    |

Quelle ab 2007: Statistischer Bericht A I 5. Einwohnerregisterstatistik Berlin. Bestand – Grunddaten. 31. Dezember. Amt für Statistik Berlin-Brandenburg (jeweilige Jahre)
Rudow gab 2001 Gebietsteile an den neuen Ortsteil Gropiusstadt ab.

## Sehenswürdigkeiten
- Dorfkirche Rudow
- Ein beliebtes Ausflugsziel ist die aus einem Trümmerberg entstandene 70 m ü. NHN hohe Rudower Höhe (Lage) am Glashütter Weg mit einer großen Rodelbahn. Vom alten Dorfkern zur Stadtgrenze am Klein-Ziethener Weg verläuft das renaturierte Rudower Fließ. Den südlichsten Zipfel des Ortsteils – und des gesamten Bezirks Neukölln – bildet eine ehemalige Müllkippe mit Mau-Mau-Siedlung, die nach einer parkartigen Umgestaltung den Namen Dörferblick (Höhe 85 m ü. NHN) erhielt.

Gewässer und Parkanlagen
- Rudower Fließ
- Rudower Höhe
- Dörferblick
- Espenpfuhl
- Nordpark mit Frauenviertel[15] und Südpark: 1996 entstand auf den Rudower Feldern ein Neubaugebiet, das im Norden und Süden von je einer Parkanlage umrahmt wird. In dem als ‚Frauenviertel‘ bezeichneten Gebiet mit rund 1700 Wohnungen sind alle 20 Straßen, Plätze und Wege nach Frauen benannt, die in Politik, Wissenschaft und Kultur tätig waren.
- Landschaftspark Rudow-Altglienicke: Der rund 64 Hektar große Park entstand als Ausgleichsfläche für den Neubau der A 113. Im Sommer weiden dort Wasserbüffel.
- Vogelschutzgebiet am Wildmeisterdamm, auch Rudower Wäldchen genannt: Es entstand im Jahre 1872 durch Wildmeister Hugo Luther im Auftrag Kaiser Wilhelms I. Rehe, Hasen und zahlreiche Vogelarten fanden sich bald in dem 600 Meter langen und bis 100 Meter breiten Gebiet ein. Durch den Bau der Gropiusstadt gingen der Vogelbestand stark und der Wildbestand völlig zurück. Es wachsen unterschiedliche Laubbäume.

## Verkehr

### Öffentlicher Personennahverkehr
Im Herzen Rudows liegt der gleichnamige U-Bahnhof, die Endhaltestelle der U-Bahn-Linie U7. Mehrere Buslinien erschließen den Ortsteil. Die Expressbuslinie X7 verbindet den U-Bahnhof Rudow mit Zwischenhalt an der Haltestelle Lieselotte-Berger-Straße mit dem Flughafen Berlin Brandenburg (BER).
Der Bahnhof Rudow an der Bahnstrecke der Neukölln-Mittenwalder Eisenbahn (NME) nach Zossen wurde 1950 für den Personenverkehr und 1982 für den Schienengüterverkehr stillgelegt.
Ob die U-Bahn-Strecke bis zum Flughafen verlängert werden wird, ist derzeit (Stand: 2025) noch unklar. Ende 2018 hatte die Berliner Verkehrssenatorin Regine Günther eine Machbarkeitsstudie in Auftrag gegeben. Die BVG befürwortet ab der Berliner Stadtgrenze aus Kostengründen eine oberirdische Führung. Geplant sei in dem Zusammenhang auch ein weiterer Halt in Rudow, der im sogenannten Frauenviertel am Lieselotte-Berger-Platz entstehen soll.

### Individualverkehr
Im Nordosten und Osten wird Rudow von der Bundesautobahn 113 begrenzt. Sämtliche Hauptstraßen, die durch den Ortsteil führen, treffen an der Rudower Spinne – einer großen Kreuzung in der Ortsmitte – zusammen und führen von dort in die benachbarten Ortsteile. Die Waltersdorfer Chaussee ist ein wichtiger Zubringer zum Flughafen Berlin Brandenburg.

## Schulen
Neben fünf Grundschulen gibt es zwei Integrierte Sekundarschulen, eine davon nebst Förderschule, ein Schulpraktisches Seminar und ein Gymnasium, das Hannah-Arendt-Gymnasium. Alle Schulen sind öffentlich.

## Sport
Der TSV Rudow 1888 ist mit > 4600 Mitgliedern (Stand 1. Januar 2024) einer der größten Sportvereine in Berlin.

## Persönlichkeiten

### Söhne und Töchter des Ortsteils
- Karl August von Wittich (1772–1831), preußischer Generalmajor
- Heinrich Stahl (1868–1942), Vorsitzender der Jüdischen Gemeinde Berlin, in Alt-Rudow 43 geboren (Gedenktafel)
- Paul Conrath (1896–1979), General
- Olaf Schenk (* 1974), Politiker (CDU)
- Hans-Christian Hausmann (* 1975), Politiker (CDU)

### Mit Rudow verbundene Persönlichkeiten
- Robert von Benda (1816–1899), Rittergutsbesitzer in Rudow
- Peter Wieland (1930–2020), Schlagersänger, lebte in Rudow
- Heinz Buschkowsky (* 1948), Politiker (SPD), lebte in Rudow
- Angelika Mann (* 1949), Sängerin, lebt in Rudow
- Arno Funke (* 1950), Erpresser, in Rudow aufgewachsen
- Claudia von Gélieu (* 1960), Frauengeschichtsforscherin, lebt in Rudow
- Christian Ziege (* 1972), Fußballspieler, spielte für den TSV Rudow 1888
- Sascha Steuer (* 1975), Politiker (CDU), in Rudow aufgewachsen
- Martin Hikel (* 1986), Politiker (SPD), Bezirksbürgermeister, Vorsitzender der SPD Rudow